# Phyllodytes auratus
Phyllodytes auratus là một loài ếch thuộc họ Nhái bén.
Đây là loài đặc hữu của hòn đảo Trinidad trong Republic của Trinidad và Tobago.
Its natural habitat of tropical montane forest and elfin woodland at elevations có khoảng 800 mét and 940 mét is often shrouded in cool misty cloud cover. Commonly referred to as the El Tucuche Golden Tree Frog, its presence has been confirmed only at the summits of two mountains; El Cerro del Aripo và El Tucuche, (the two highest peaks ở Trinidad). 
Phyllodytes auratus is closely associated with the giant Bromeliaceae Glomeropitcairnia erectiflora. Water collects in between the bracts of these plants and the frogs lay their eggs and the tadpoles develop entirely withtrong subsequently formed pools.
Chúng hiện đang bị đe dọa vì mất môi trường sống.